# Nederlands clubkampioenschap wielrennen
Het Nederlands Clubkampioenschap wielrennen (NCK) is een eendaagse wedstrijd in de vorm van een ploegentijdrit. Dit kampioenschap wordt al sinds 1911 georganiseerd en was in 2022 toe aan de 104e editie.

## Categorieën
In de beginjaren (tot 1964) was er slechts één categorie, die van het algemene kampioenschap (A-Categorie). Later zijn hier categorieën bij gekomen en weer verdwenen. Vandaag de dag (sinds 2000) bestaan er vier categorieën: 
- A-Categorie (Heren licentiehouders)
- B-Categorie (Junioren, nieuwelingen en eventueel aangevuld met dames)
- C-Categorie (Dames)
- D-Categorie (Jeugd)

## Organiserende plaatsen
Vanaf 2005 werd het NCK gehouden in Hoogezand-Sappemeer. Dronten is het vaakst gastheer geweest van de wedstrijd (34x). In 2015 keerde het NCK terug in Dronten. In de Coronajaren 2020 en 2021 lag het parcours in de polder, bij Biddinghuizen (gemeente Dronten), met start en finish op Flevonice. De versie van 2020 werd alsnog afgelast.

## Algemene kampioenschappen
Wielervereniging Westland Wil Vooruit (Honselersdijk) is de koploper op het gebied van behaalde kampioenschappen (12x). Dit zijn er drie meer dan de nummer twee, HSC de Bataaf (Halfweg).
In de 21e eeuw heeft bij de mannen Wielervereniging De Jonge Renner (Oosterhout) de meeste overwinningen (8x) behaald. De Zaanlandse Wielerclub Door Trainings Sterk won drie keer. Bij de vrouwen won Wielervereniging Noord-Holland (Alkmaar) ook 8 keer, gevolgd door Rotterdamse Wieler Club Ahoy met 6 overwinningen.
| Aantal titels (A-Categorie) sinds 1911 | Vereniging |
| -------------------------------------- | --- |
| 12x                                    | WV Westland Wil Vooruit, Honselersdijk                                                                                   |
| 9x                                     | HSC de Bataaf, Halfweg                                                                                                   |
| 8x                                     | WV de Jonge Renner, Oosterhout                                                                                           |
| 7x                                     | ZWC DTS, Zaandam |
| 6x                                     | TWC Maastricht |
| 5x                                     | RRC de Pedaalridders, Rotterdam WV Willebrord Wil Vooruit, St. Willebrord WV 't Luchtschip, Kerkdriel LRTV Swift, Leiden |
| 4x                                     | Sparta, Den Haag ZRTC Theo Middelkamp, Goes                                                                              |

## Kampioenschap per jaar
Vanaf het jaar 2000 bestaat het kampioenschap uit drie categorieën.
| Jaar | A) Heren                                | B) Junioren/nieuwelingen                | C) Dames                                |
| ---- | --------------------------------------- | --------------------------------------- | --------------------------------------- |
| 2023 | WV de IJsselstreek, Oldebroek           | Watersley Race & Development CT         | WV de Amstel, Amstelveen                |
| 2022 | WV de Jonge Renner, Oosterhout          | Cc Wielerzone Nederland, Dronten        | NWV Groningen, Groningen                |
| 2021 | WV de IJsselstreek, Oldebroek           | WV Noord-Holland, Alkmaar               | WV de Kannibaal, Roden                  |
| 2020 | Niet verreden vanwege de Coronapandemie | Niet verreden vanwege de Coronapandemie | Niet verreden vanwege de Coronapandemie |
| 2019 | NWV Groningen, Groningen                | Willebrord Wil Vooruit, Sint-Willebrord | WTC de Amstel, Amstelveen               |
| 2018 | UWTC De Volharding, Utrecht             | AWV De Zwaluwen, Almelo                 | WV Noord-Holland, Alkmaar               |
| 2017 | UWTC De Volharding, Utrecht             | UWTC De Volharding, Utrecht             | WV Noord-Holland, Alkmaar               |
| 2016 | WV Noord-Holland, Alkmaar               | UWTC De Volharding, Utrecht             | WV Noord-Holland, Alkmaar               |
| 2015 | ZWC DTS, Zaandam                        | WRV de Peddelaars, Hoogeveen            | WV Noord-Holland, Alkmaar               |
| 2014 | ZWC DTS, Zaandam                        | Viking Waterland, Purmerend             | WV Noord-Holland, Alkmaar               |
| 2013 | WV de Jonge Renner, Oosterhout          | UWTC De Volharding, Utrecht             | WV Noord-Holland, Alkmaar               |
| 2012 | WV de Jonge Renner, Oosterhout          | Willebrord Wil Vooruit, Sint-Willebrord |                                         |
| 2011 | ZWC DTS, Zaandam                        | Sinnige Bouw Wielerteam, Heerhugowaard  | WV Noord-Holland, Alkmaar               |
| 2010 | WV de Jonge Renner, Oosterhout          | Restore Cycling, Pijnacker              | WV Noord-Holland, Alkmaar               |
| 2009 | WV Noord-Holland, Alkmaar               | UW&TC de Volharding, Utrecht            | RWC Ahoy, Rotterdam                     |
| 2008 | WV Westland Wil Vooruit, Honselersdijk  | Restore Cycling, Pijnacker              | RCMD de Coureur                         |
| 2007 | WV de Jonge Renner, Oosterhout          | GRC Jan van Arckel, Gorinchem           | RTV de Bollenstreek, Lisse              |
| 2006 | WV de Jonge Renner, Oosterhout          | WV de Jonge Renner, Oosterhout          | RTV de Bollenstreek, Lisse              |
| 2005 | WV Westland Wil Vooruit, Honselersdijk  | WV Westland Wil Vooruit, Honselersdijk  | RWC Ahoy, Rotterdam                     |
| 2004 | WV de Jonge Renner, Oosterhout          | WV de Jonge Renner, Oosterhout          | RWC Ahoy, Rotterdam                     |
| 2003 | WRV de Peddelaars, Hoogeveen            | ZWC DTS, Zaandam                        | WTC de Amstel, Amstelveen               |
| 2002 | WRV de Peddelaars, Hoogeveen            | BRC Kennemerland, Beverwijk             | RWC Ahoy, Rotterdam                     |
| 2001 | WV de Jonge Renner, Oosterhout          | WV 't Luchtschip, Kerkdriel             | RWC Ahoy, Rotterdam                     |
| 2000 | RTV Oldenzaalse WCL, Oldenzaal          | AWV de Zwaluwen, Almelo                 | RWC Ahoy, Rotterdam                     |

Van 1979 t/m 1999 waren er twee categorieën:
| Jaar | A-Categorie                            | B-Categorie                            |
| ---- | -------------------------------------- | -------------------------------------- |
| 1999 | AWV de Zwaluwen, Almelo                | TML de Dommelstreek, Geldrop           |
| 1998 | WV Westland Wil Vooruit, Honselersdijk | BRC Kennemerland, Beverwijk            |
| 1997 | RTV Oldenzaal WCL, Oldenzaal           | HSC de Bataaf, Halfweg                 |
| 1996 | WV Westland Wil Vooruit, Honselersdijk | WV Westland Wil Vooruit, Honselersdijk |
| 1995 | WRV de Peddelaars, Hoogeveen           | BRC Kennemerland, Beverwijk            |
| 1994 | WV Westland Wil Vooruit, Honselersdijk | WV Westland Wil Vooruit, Honselersdijk |
| 1993 | CC '75, Nijverdal                      | WV Westland Wil Vooruit, Honselersdijk |
| 1992 | WV Westland Wil Vooruit, Honselersdijk | WV Westland Wil Vooruit, Honselersdijk |
| 1991 | HSC de Bataaf, Halfweg                 | WV Westland Wil Vooruit, Honselersdijk |
| 1990 | WV Westland Wil Vooruit, Honselersdijk | WV Westland Wil Vooruit, Honselersdijk |
| 1989 | WV Westland Wil Vooruit, Honselersdijk | WV de Jonge Renner, Oosterhout         |
| 1988 | HSC de Bataaf, Halfweg                 | RWC Ahoy, Rotterdam                    |
| 1987 | WV 't Luchtschip, Kerkdriel            | WV Westland Wil Vooruit, Honselersdijk |
| 1986 | HSC de Bataaf, Halfweg                 | WRV de Peddelaars, Hoogeveen           |
| 1985 | WV 't Luchtschip, Kerkdriel            | WV de Jonge Renner, Oosterhout         |
| 1984 | WV Westland Wil Vooruit, Honselersdijk | WV Westland Wil Vooruit, Honselersdijk |
| 1983 | HSC de Bataaf, Halfweg                 | RTC Buitenlust, Helmond                |
| 1982 | WV 't Luchtschip, Kerkdriel            | B-Cat. afgelast wegens mist.           |
| 1981 | WV Westland Wil Vooruit, Honselersdijk | ASC Olympia, Amsterdam                 |
| 1980 | WV Westland Wil Vooruit, Honselersdijk | WSV Emmen                              |
| 1979 | WC de Zwaluw, Vlijmen                  | WV Westland Wil Vooruit, Honselersdijk |

Van 1974 t/m 1978 4 categorieën:
| Jaar | A-Categorie                                   | B-Categorie                                   | Junioren                               | Nieuwelingen                                  |
| ---- | --------------------------------------------- | --------------------------------------------- | -------------------------------------- | --------------------------------------------- |
| 1978 | WV ’t Luchtschip, Kerkdriel                   | AWV de Zwaluwen, Almelo                       | WV Westland Wil Vooruit, Honselersdijk | TC de Windmolens, Geffen                      |
| 1977 | WV ’t Luchtschip, Kerkdriel                   | WC de Zwaluw, Vlijmen                         | AWV de Zwaluwen, Almelo                | WV Willebrord Wil Vooruit, St. Willebrord     |
| 1976 | LRTV Swift, Leiden                            | TC de Windmolens, Geffen                      | AWV de Zwaluwen, Almelo                | WV Westland Wil Vooruit, Honselersdijk        |
| 1975 | WV de IJsselstreek, Oldebroek                 | TC de Windmolens, Geffen                      | TC de Windmolens, Geffen               | HSV de Kampioen, Haarlem                      |
| 1974 | Afgelast wegens dodelijk ongeval nieuwelingen | Afgelast wegens dodelijk ongeval nieuwelingen | De Ster, Geleen                        | Afgelast wegens dodelijk ongeval nieuwelingen |

Van 1964 t/m 1973 drie categorieën:
| Jaar | A-Categorie                               | B-Categorie                   | Nieuwelingen                 |
| ---- | ----------------------------------------- | ----------------------------- | ---------------------------- |
| 1973 | TWC Maastricht                            | WV de IJsselstreek, Oldebroek | WV Waterland                 |
| 1972 | RTC Buitenlust, Helmond                   | WV de IJsselstreek, Oldebroek | De Ster, Geleen              |
| 1971 | RWC Ahoy, Rotterdam                       | WV de IJsselstreek, Oldebroek | ARTV de Adelaar, Apeldoorn   |
| 1970 | WV Westland Wil Vooruit, Honselersdijk    | ASC Olympia, Amsterdam        | ASC Olympia, Amsterdam       |
| 1969 | LRTV Swift, Leiden                        | WV de IJsselstreek, Oldebroek | WV Alcmaria Victrix, Alkmaar |
| 1968 | LRTV Swift, Leiden                        | WRV de Peddelaars, Hoogeveen  | HSV de Kampioen, Haarlem     |
| 1967 | LRTV Swift, Leiden                        | HSC de Bataaf, Halfweg        | WV Alcmaria Victrix, Alkmaar |
| 1966 | LRTV Swift, Leiden                        | WV de IJsselstreek, Oldebroek | HRTC Hoorn                   |
| 1965 | TWC Maastricht                            | ZWC DTS, Zaandam              | HSC de Bataaf, Halfweg       |
| 1964 | WV Willebrord Wil Vooruit, St. Willebrord | TWC Maastricht                | HSC de Bataaf, Halfweg       |

Vanaf 1911 t/m 1964 één categorie:
| Jaar | A-Categorie                               |
| ---- | ----------------------------------------- |
| 1963 | WV Willebrord Wil Vooruit, St. Willebrord |
| 1962 | ZRTC Theo Middelkamp, Goes                |
| 1961 | ZRTC Theo Middelkamp, Goes                |
| 1960 | HSC de Bataaf, Halfweg                    |
| 1959 | TWC Maastricht                            |
| 1958 | ZRTC Theo Middelkamp, Goes                |
| 1957 | ZRTC Theo Middelkamp, Goes                |
| 1956 | WV Willebrord Wil Vooruit, St. Willebrord |
| 1955 | WV Willebrord Wil Vooruit, St. Willebrord |
| 1954 | HSV de Kampioen, Haarlem                  |
| 1953 | HSV de Kampioen, Haarlem                  |
| 1952 | HSV de Kampioen, Haarlem                  |
| 1951 | WV Willebrord Wil Vooruit, St. Willebrord |
| 1950 | TWC Maastricht                            |
| 1949 | TWC Maastricht                            |
| 1948 | TWC Maastricht                            |
| 1947 | ZWC DTS, Zaandam                          |
| 1946 | Niet verreden                             |
| 1945 | Niet verreden                             |
| 1944 | Niet verreden                             |
| 1943 | ZWC DTS, Zaandam                          |
| 1942 | ZWC DTS, Zaandam                          |
| 1941 | RTC het Zuiden, Eindhoven                 |
| 1940 | ZWC DTS, Zaandam                          |
| 1939 | Niet verreden                             |
| 1938 | Le Champion, Amsterdam                    |
| 1937 | RRC Feyenoord, Rotterdam                  |
| 1936 | RRC Feyenoord, Rotterdam                  |
| 1935 | Sparta, Den Haag                          |
| 1934 | Wielervereniging Rotterdam                |
| 1933 | Sparta, Den Haag                          |
| 1932 | HSC de Bataaf, Halfweg                    |
| 1931 | HSC de Bataaf, Halfweg                    |
| 1930 | HSC de Bataaf, Halfweg                    |
| 1929 | RTC het Zuiden, Eindhoven                 |
| 1928 | ASC Olympia, Amsterdam                    |
| 1927 | HSC de Bataaf, Halfweg                    |
| 1926 | RTC het Zuiden, Eindhoven                 |
| 1925 | Niet verreden                             |
| 1924 | Niet verreden                             |
| 1923 | ASC de Germaan, Amsterdam                 |
| 1922 | Sparta, Den Haag                          |
| 1921 | ASC de Germaan, Amsterdam                 |
| 1920 | ASC Olympia, Amsterdam                    |
| 1919 | Sparta, Den Haag                          |
| 1918 | RRC de Pedaalridders, Rotterdam           |
| 1917 | RRC de Pedaalridders, Rotterdam           |
| 1916 | ASC Olympia, Amsterdam                    |
| 1915 | RRC de Pedaalridders, Rotterdam           |
| 1914 | Niet verreden                             |
| 1913 | Excelsior, Den Haag                       |
| 1912 | RRC de Pedaalridders, Rotterdam           |
| 1911 | RRC de Pedaalridders, Rotterdam           |